# Elsloo (gemeente)
Elsloo is een voormalige gemeente in de Nederlandse provincie Limburg. De gemeente bestond uit de plaats Elsloo,  Meers en Catsop. De gemeente ging bij de gemeentelijke herindeling van 1982 op in de gemeente Stein. De gemeente Elsloo grensde aan de gemeenten Geulle, Stein en Beek.
Binnen de gemeente stroomde de Maas en het Julianakanaal. Aan de oostelijke oever, ten zuiden van de kern Elsloo, is Kasteel Elsloo gelegen dat als basis stond voor de gemeente. Het kasteel bezat heerlijkheidsrechten die in de Franse tijd ontnomen werden. Wel was het gebied vanaf toen een gemeente. Eerst in het Franse departement Nedermaas, later in het Koninkrijk der Nederlanden.